# Губкино (Орловская область)
Гу́бкино — село в Малоархангельском районе Орловской области России. Административный центр Губкинского сельского поселения.

## География
Село находится на расстоянии 11 км к юго-востоку от города Малоархангельск, административного центра района, и 80 км к юго-востоку от города Орёл, административного центра области.

### Часовой пояс
Село Губкино, как и вся Орловская область, находится в часовой зоне МСК (московское время). Смещение применяемого времени относительно UTC составляет +3:00.

## Население
| 2002 | 2010 |
| ---- | ---- |
| 524  | ↘412 |

### Национальный состав
Согласно результатам переписи 2002 года, в национальной структуре населения русские составляли 97 % из 524 чел.

## Известные уроженцы
- Бабенко, Андрей Дементьевич (1907—1993) — советский военачальник, генерал-майор авиации.